# Llanelli Association Football Club 2010-2011
Questa voce raccoglie le informazioni riguardanti il Llanelli Association Football Club nelle competizioni ufficiali della stagione 2010-2011.

## Rosa
| N. |                        | Ruolo | Calciatore         |
| -- | ---------------------- | ----- | ------------------ |
| -  | Galles (bandiera)      | P     | Ashley Morris      |
| -  | Galles (bandiera)      | P     | Craig Richards     |
| -  | Galles (bandiera)      | D     | Ryan Batley        |
| -  | Galles (bandiera)      | D     | Martyn Giles       |
| -  | Galles (bandiera)      | D     | Steve Jenkins      |
| -  | Galles (bandiera)      | D     | Stuart Jones       |
| -  | Galles (bandiera)      | D     | Jordan Davies      |
| -  | Galles (bandiera)      | D     | Andy Legg          |
| -  | Galles (bandiera)      | D     | Chris Venables     |
| -  | Galles (bandiera)      | D     | Kris Thomas        |
| -  | Galles (bandiera)      | C     | Jason Bowen        |
| -  | Inghilterra (bandiera) | C     | Antonio Corbisiero |
| -  | Galles (bandiera)      | C     | Ashley Evans       |

| N. |                   | Ruolo | Calciatore      |
| -- | ----------------- | ----- | --------------- |
| -  | Galles (bandiera) | C     | Scott Evans     |
| -  | Galles (bandiera) | C     | Craig Williams  |
| -  | Galles (bandiera) | C     | Owain Warlow    |
| -  | Galles (bandiera) | C     | Ross Jones      |
| -  | Galles (bandiera) | C     | Lewis Jones     |
| -  | Galles (bandiera) | C     | Chris Llewellyn |
| -  | Galles (bandiera) | C     | David Thomas    |
| -  | Galles (bandiera) | C     | Declan John     |
| -  | Galles (bandiera) | A     | Chris Holloway  |
| -  | Galles (bandiera) | A     | Jordan Follows  |
| -  | Galles (bandiera) | A     | Rhys Griffiths  |
| -  | Galles (bandiera) | A     | Craig Moses     |
| -  | Galles (bandiera) | A     | Adam Orme       |

## Risultati

### Welsh Cup
| Arbitro: | Bridges |

|           |           |                                             |
| Price 11’ | Marcatori | 15’ Moses 31’ Orme 49’ Legg 84’ (aut.) Hesp |

| Arbitro: | Evans |

|          |           |  |
| Legg 17’ | Marcatori |  |

| Arbitro: | Morgan |

|  |           |              |
|  | Marcatori | 84’ Venables |

| Arbitro: | Petch |

|          |           |                                           |
| Bull 51’ | Marcatori | 15’, 60’ Griffiths 20’ Moses 64’ Venables |

### Welsh League Cup
| Arbitro: | James |

|           |           |                              |
| Moses 13’ | Marcatori | 10’ (rig.) Rose 62’ Thompson |

| Arbitro: | Thomas |

|  |           |                             |
|  | Marcatori | 55’ (aut.) Surman 90’ Jones |

| Arbitro: | Adie |

|  |           |           |
|  | Marcatori | 66’ Jones |

| Arbitro: | Morgan |

|                              |           |             |
| Bowen 16’ Griffiths 81’, 90’ | Marcatori | 64’ Codling |

| Arbitro: | James |

|                                    |           |                                        |
| Holloway 78’ Follows 86’ Moses 87’ | Marcatori | 43’ Edwards 75’, 89’ Sharp 120’ Ruscoe |

### UEFA Europa League
| Arbitro: | Wouters |

|                      |           |               |
| Thomas 17’ Jones 47’ | Marcatori | 9’, 20’ Kižys |

| Arbitro: | Spirkoski |

|                               |           |                         |
| Irkha 17’, 31’ Regelskis 104’ | Marcatori | 19’ Llewellyn 36’ Bowen |

## Statistiche

### Statistiche di squadra
| Competizione         | Punti | In casa | In casa | In casa | In casa | In casa | In casa | In trasferta | In trasferta | In trasferta | In trasferta | In trasferta | In trasferta | Totale | Totale | Totale | Totale | Totale | Totale | DR  |
| Competizione         | Punti | G       | V       | N       | P       | Gf      | Gs      | G            | V            | N            | P            | Gf           | Gs           | G      | V      | N      | P      | Gf     | Gs     | DR  |
| -------------------- | ----- | ------- | ------- | ------- | ------- | ------- | ------- | ------------ | ------------ | ------------ | ------------ | ------------ | ------------ | ------ | ------ | ------ | ------ | ------ | ------ | --- |
| Welsh Premier League | 53    | 16      | 8       | 3       | 5       | 32      | 25      | 16           | 7            | 5            | 4            | 26           | 16           | 32     | 15     | 8      | 9      | 58     | 41     | +17 |
| Welsh Cup            | -     | 1       | 1       | 0       | 0       | 1       | 0       | 3            | 3            | 0            | 0            | 9            | 2            | 4      | 4      | 0      | 0      | 10     | 2      | +8  |
| Welsh League Cup     | -     | 2       | 1       | 0       | 1       | 4       | 3       | 3            | 2            | 0            | 1            | 6            | 4            | 5      | 3      | 0      | 2      | 10     | 7      | +3  |
| UEFA Europa League   | -     | 1       | 0       | 1       | 0       | 2       | 2       | 1            | 0            | 0            | 1            | 2            | 3            | 2      | 0      | 1      | 1      | 4      | 5      | -1  |
| Totale               | -     | 20      | 10      | 4       | 6       | 39      | 30      | 23           | 12           | 5            | 6            | 43           | 25           | 43     | 22     | 9      | 12     | 82     | 55     | +27 |

### Statistiche dei giocatori
| Giocatore     | Welsh Premier League | Welsh Premier League | Welsh Premier League | Welsh Premier League | Welsh Cup | Welsh Cup | Welsh Cup   | Welsh Cup  | Welsh League Cup | Welsh League Cup | Welsh League Cup | Welsh League Cup | Europa League | Europa League | Europa League | Europa League | Totale   | Totale | Totale      | Totale     |
| Giocatore     | Presenze             | Reti                 | Ammonizioni          | Espulsioni           | Presenze  | Reti      | Ammonizioni | Espulsioni | Presenze         | Reti             | Ammonizioni      | Espulsioni       | Presenze      | Reti          | Ammonizioni   | Espulsioni    | Presenze | Reti   | Ammonizioni | Espulsioni |
| ------------- | -------------------- | -------------------- | -------------------- | -------------------- | --------- | --------- | ----------- | ---------- | ---------------- | ---------------- | ---------------- | ---------------- | ------------- | ------------- | ------------- | ------------- | -------- | ------ | ----------- | ---------- |
| R. Batley     | 6                    | 0                    | ?                    | ?                    | 0         | 0         | ?           | ?          | 2                | 0                | ?                | ?                | 0             | 0             | ?             | ?             | 8        | 0      | ?           | ?          |
| J. Bowen      | 25                   | 3                    | ?                    | ?                    | 4         | 0         | ?           | ?          | 3                | 1                | ?                | ?                | 1             | 1             | ?             | ?             | 33       | 5      | ?           | ?          |
| A. Corbisiero | 31                   | 0                    | ?                    | ?                    | 4         | 0         | ?           | ?          | 4                | 0                | ?                | ?                | 2             | 0             | ?             | ?             | 41       | 0      | ?           | ?          |
| J. Davies     | 5                    | 0                    | ?                    | ?                    | 0         | 0         | ?           | ?          | 3                | 0                | ?                | ?                | -             | 0             | ?             | ?             | 8        | 0      | ?           | ?          |
| A. Evans      | 13                   | 0                    | ?                    | ?                    | 3         | 0         | ?           | ?          | 0                | 0                | ?                | ?                | -             | 0             | ?             | ?             | 16       | 0      | ?           | ?          |
| S. Evans      | 8                    | 0                    | ?                    | ?                    | 0         | 0         | ?           | ?          | 0                | 0                | ?                | ?                | -             | 0             | ?             | ?             | 8        | 0      | ?           | ?          |
| J. Follows    | 24                   | 3                    | ?                    | ?                    | 2         | 0         | ?           | ?          | 5                | 1                | ?                | ?                | 2             | 0             | ?             | ?             | 33       | 4      | ?           | ?          |
| M. Giles      | 13                   | 0                    | ?                    | ?                    | 1         | 0         | ?           | ?          | 1                | 0                | ?                | ?                | 2             | 0             | ?             | ?             | 17       | 0      | ?           | ?          |
| R. Griffiths  | 28                   | 25                   | ?                    | ?                    | 4         | 2         | ?           | ?          | 1                | 2                | ?                | ?                | 2             | 0             | ?             | ?             | 35       | 29     | ?           | ?          |
| C. Holloway   | 17                   | 0                    | ?                    | ?                    | 3         | 0         | ?           | ?          | 4                | 1                | ?                | ?                | 1             | 0             | ?             | ?             | 25       | 1      | ?           | ?          |
| S. Jenkins    | 4                    | 0                    | ?                    | ?                    | 0         | 0         | ?           | ?          | 2                | 0                | ?                | ?                | 0             | 0             | ?             | ?             | 6        | 0      | ?           | ?          |
| D. John       | 1                    | 0                    | ?                    | ?                    | 0         | 0         | ?           | ?          | 0                | 0                | ?                | ?                | 0             | 0             | ?             | ?             | 1        | 0      | ?           | ?          |
| L. Jones      | 1                    | 0                    | ?                    | ?                    | 0         | 0         | ?           | ?          | 0                | 0                | ?                | ?                | -             | 0             | ?             | ?             | 1        | 0      | ?           | ?          |
| R. Jones      | 5                    | 0                    | ?                    | ?                    | 1         | 0         | ?           | ?          | 2                | 1                | ?                | ?                | 0             | 0             | ?             | ?             | 8        | 1      | ?           | ?          |
| S. Jones      | 22                   | 1                    | ?                    | ?                    | 3         | 0         | ?           | ?          | 4                | 1                | ?                | ?                | 2             | 1             | ?             | ?             | 31       | 3      | ?           | ?          |
| A. Legg       | 18                   | 0                    | ?                    | ?                    | 3         | 2         | ?           | ?          | 1                | 0                | ?                | ?                | 2             | 0             | ?             | ?             | 24       | 2      | ?           | ?          |
| C. Llewellyn  | 14                   | 3                    | ?                    | ?                    | 0         | 0         | ?           | ?          | 4                | 0                | ?                | ?                | 2             | 1             | ?             | ?             | 20       | 4      | ?           | ?          |
| A. Morris     | 24                   | 0                    | ?                    | ?                    | 4         | 0         | ?           | ?          | 5                | 0                | ?                | ?                | 2             | 0             | ?             | ?             | 35       | 0      | ?           | ?          |
| C. Moses      | 17                   | 5                    | ?                    | ?                    | 4         | 2         | ?           | ?          | 4                | 2                | ?                | ?                | 2             | 0             | ?             | ?             | 27       | 9      | ?           | ?          |
| A. Orme       | 20                   | 2                    | ?                    | ?                    | 1         | 1         | ?           | ?          | 3                | 0                | ?                | ?                | -             | 0             | ?             | ?             | 24       | 3      | ?           | ?          |
| C. Richards   | 8                    | 0                    | ?                    | ?                    | 0         | 0         | ?           | ?          | 0                | 0                | ?                | ?                | 0             | 0             | ?             | ?             | 8        | 0      | ?           | ?          |
| D. Thomas     | 26                   | 3                    | ?                    | ?                    | 4         | 0         | ?           | ?          | 3                | 0                | ?                | ?                | 2             | 1             | ?             | ?             | 35       | 4      | ?           | ?          |
| K. Thomas     | 31                   | 1                    | ?                    | ?                    | 4         | 0         | ?           | ?          | 4                | 0                | ?                | ?                | 2             | 0             | ?             | ?             | 41       | 1      | ?           | ?          |
| C. Venables   | 26                   | 2                    | ?                    | ?                    | 3         | 2         | ?           | ?          | 4                | 0                | ?                | ?                | 2             | 0             | ?             | ?             | 35       | 4      | ?           | ?          |
| O. Warlow     | 18                   | 2                    | ?                    | ?                    | 1         | 0         | ?           | ?          | 4                | 0                | ?                | ?                | -             | 0             | ?             | ?             | 23       | 2      | ?           | ?          |
| C. Williams   | 14                   | 7                    | ?                    | ?                    | 0         | 0         | ?           | ?          | 3                | 0                | ?                | ?                | -             | 0             | ?             | ?             | 17       | 7      | ?           | ?          |